# MouseHunt
Mousehunt (en España "Un ratoncito duro de roer"; en Hispanoamérica "Un ratoncito duro de cazar") es una película de comedia infantil estadounidense de 1997 dirigida por Gore Verbinski acerca de dos hermanos deseosos de vender una valiosa y antigua casa y cuyos planes son frustrados por un ratón que es difícil de cazar.

## Argumento
Lars (Lee Evans) y Ernst 'Ernie' (Nathan Lane) Smuntz son dos desafortunados hermanos e hijos de un adinerado fabricante de cuerdas, Rudolf Smuntz (William Hickey). Éste fallece y su cadáver cae accidentalmente del ataúd en una cloaca luego de una discusión entre sus dos hijos. Smuntz deja en herencia su fábrica de cuerdas junto con una caja de puros cubanos; un huevo de porcelana; una colección de cucharas y una casa antigua con deudas bancarias, lo que despierta el desinterés de Ernie quien solo toma la caja de puros y abandona la fábrica. Ernie, siendo chef y dueño del restaurante Chez Ernie, se propone servir una gran cena al alcalde de la ciudad, quien recién ha sido operado del corazón, pero una cucaracha sale de la caja de puros y accidentalmente entra en el plato de langosta preparado para el alcalde  y el alcalde al descubrir la cucaracha con sus hijas fallece de un infarto. Por tanto, Ernie pierde su negocio y hogar. Por otro lado los representantes de la multinacional Zeppco planean comprar la fábrica y le ofrecen a Lars un puesto de consultor con un enorme salario, pero Lars, viendo la cuerda de la suerte que heredó de su padre en sus últimos días de vida, rechaza la oferta haciendo caso a la última voluntad de su difunto padre que era no vender la fábrica. Esa noche April (Vicky Lewis), la mujer de Lars, tras enterarse de que él rechaza la venta de la fábrica, lo abandona y echa a su esposo de su casa.
Mientras intenta ordenar un sándwich en una cafetería, Lars descubre a Ernie trabajando ahí a consecuencia del incidente con la cucaracha en su restaurante. Ambos hermanos deambulan en la calle, aunque a Lars le indigna la arrogancia de su hermano y ambos estando sin hogar se ven obligados a vivir en la antigua casa heredada de su padre, la cual tiene un aspecto lúgubre y por ello despreciada también por Ernie. Ambos tras un fallido lanzamiento de moneda deben dormir en la misma cama. Tras escuchar ruidos provenientes del ático, ambos hermanos acuden para luego descubrir a un pequeño ratón, el cual causaba los ruidos, además de los planos de la casa, que al ser vistos por ambos hermanos descubren la casa fue construida por un famoso arquitecto llamado Charles Lyle LaRue y que data de 1876 por lo que puede tener un gran valor.  Tras consultar con la Sociedad Histórica, descubren que esa casa no está en los registros oficiales de edificaciones construida por LaRue por lo que aumenta su valor al llamarla 'La casa LaRue perdida'. La Sociedad, encabezada por Quincy Thorpe, visita la casa donde la avalúan por 600 mil dólares, y a la casa llega un coleccionista de piezas de LaRue  llamado Alexander Falko (Maury Chaykin), quien ofrece una buena cantidad de dinero por la casa, pero Ernie propone hacer una subasta para ganar más dinero a lo que Lars acepta al no entender antes la intención de la subasta.
Ambos hermanos planean cómo invertir el dinero ganado en la subasta pero mientras comen aceitunas, una cae al suelo siendo tomada por el pequeño y astuto ratón que  habían visto en el ático la noche anterior. Pese a que Lars lo considera un problema de escasa importancia, Ernie, aún traumado por lo sucedido con la cucaracha en el restaurante y temiendo que el incidente se repita con la subasta de la casa se decide a eliminarlo poniéndole una trampa con una aceituna como cebo, pero el ratón se las ingenia para robar el cebo de la trampa y salir ileso dejando solo la semilla de la aceituna. Luego descubren al ratón en una caja de cereal y se apresuran a matarlo pero este logra escapar. Ambos ponen un pedazo de queso gouda como cebo en otra ratonera pero ignorando como el astuto ratón roba el resto y lo come. El ratón se dispone a dormir en su guarida pero despertado por Lars cuando pone clavos al iniciar la restauración de la casa y estando el ratón en peligro de morir es interrumpido por Ernie quien ha gastado el poco dinero que tenían en una tina de hidromasaje para la restauración, algo a lo que se opone Lars y el ratón asusta a Ernie provocando que ambos hermanos caigan en la bañera y que esta se deslice hasta un lago congelado donde se hunde.
Ernie pone ratoneras en la cocina para generar una reacción en cadena que atrape al ratón pero al estar cerrada con llave la puerta de la cocina, ambos hermanos quedan atrapados toda la noche en ella, luego terminan más lastimados a la mañana siguiente cuando que el ratón logra evadir las trampas y lanza una cereza activando las ratoneras. Desesperados, ambos hermanos pretenden matarlo con una aspiradora pero el ratón se sujeta de un cable provocando que ambos hermanos absorban el tubo de drenaje con la aspiradora y que ambos hermanos terminen sucios. Al momento llega un empleado del banco quien les deja un aviso de embargo ya que la casa había sido hipotecada tiempo atrás por el fallecido Rudolf Smuntz por lo que ambos hermanos tienen 2 días para pagar $1200 de la hipoteca. Más tarde ambos adoptan un feroz gato, apodado 'Catzilla', para que lo elimine, pero el felino fracasa perdiendo su vida luego de que el ratón lo incitara a seguirlo hasta un ascensor de vajilla a donde cae aunque provocando algunos destrozos en la casa. Lars en la fábrica anuncia a los empleados la suspensión de sus salarios para poder pagar las deudas de la casa pero en consecuencia los empleados se van a huelga también decididos a atacar a Lars y Ernie pero Ernie descubre la oferta de compra por parte de Zeppco.
Al rato contratan a un excéntrico exterminador profesional llamado Caesar (Christopher Walken). Caesar se pone al nivel del ratón para poder atraparlo y se arma con lo mejor de su equipo incluyendo un pulguicida inflamable. Pese a la huelga de sus trabajadores, Lars logra entrar a la fábrica para ponerla en marcha y obtener dinero de un pedido para la hipoteca, pero se ve en problemas cuando sus ropas terminan enredadas entre las máquinas. Por otro lado Ernie acuerda una cita con los representantes de Zeppco para vender la fábrica de cuerdas (a espaldas de Lars) y se pone a coquetear con Hilde e Ingrid, dos hermosas modelos de cabello alemanas que se encuentra en la calle el día de la cita, pero es atropellado por un autobús dejando plantados a los empresarios, quienes por la ausencia de Ernie ya no están interesados en comprar la fábrica. April sabiendo la cantidad que va a recibir Lars por la casa, lo busca en la fábrica. Ella lo recibe en la oficina en ropa sugerente, mientras que este se encuentra casi desnudo por un accidente con su ropa convertida en varias cuerdas, con excepción de sus calcetines. April le dice que pagará la hipoteca de la casa para la subasta. Lars después, del encuentro con April, busca a su hermano en el hospital, cubriéndose con el abrigo de April. Al rato ambos vuelven a la casa para ver que Caesar, seriamente lastimado y psicológicamente traumado, ha fallado en matar al ratón quien le provocó las graves lesiones, mientras es llevado por paramédicos a la ambulancia y su vehículo remolcado por una grúa.
Ambos hermanos, al escuchar la última grabación de Caesar, comprenden la gravedad de su adversario y luego tratan de atrapar al ratón después de ver que se había hecho su propio sándwich. Ernie persigue al ratón hacia la chimenea quedando atorado al tiempo que el ratón provoca una fuga de gas y Lars intentando ayudar a Ernie primero con una linterna y después con fósforos terminando ambos hermanos lesionados; con Ernie disparado hacia el lago congelado y Lars estrellándose contra un mueble de madera. Furioso Ernie trata de matar al ratón con un rifle pero falla solo causando más destrozos en la planta baja además de disparar accidentalmente al veneno de ratones inflamable (que Caesar había perdido mientras cazaba al ratón) lo que provoca un enorme agujero en el piso hacia el sótano. Ernie recibe el mensaje de Zeppco y termina discutiendo con Lars ya que Ernie se sintió excluido y despreciado por su padre y hermano. Cuando la discusión comienza a subir, Ernie insulta a Lars éste le arroja una naranja, pero la naranja termina golpeando al ratón, dejándolo inconsciente. Ambos teniendo su oportunidad de matarlo son incapaces de hacerlo y deciden mejor meterlo en la caja de puros y lo envían a Cuba. Una vez hecho esto, los hermanos remodelan la casa y la preparan para la subasta.
El día de la subasta, Ernie y Lars reciben la visita de Hilde e Ingrid y Lars se enamora de Hilde al ver su cabello a modo de cuerda en carrete lo que le recuerda su fábrica de cuerdas y Lars le promete a Hilde enseñarle la fábrica. Mientras Ernie prepara la comida del evento, Falko se presenta y le ofrece un cheque por $10 millones pero Ernie rechaza el pago por ahora y le pide a Falko disfrutar la noche. Mientras saca la basura, Lars descubre la caja de puros donde metieron al ratón devuelta desde Cuba; argumentando falta de sellos postales cuando en verdad la caja fue pesada en la aduana y fue devuelta por su escaso peso. Cuando la subasta inicia, el ratón aparece cuando Ernie da un breve discurso y el ratón se come la cuerda de la suerte, causando además muchas molestias entre los invitados, quienes ignoran la causa, y entre ellos Hilde cuyo cabello se incendia después de que una colilla de una invitada accidentalmente cayese en su cabeza cuando ambos hermanos habían atrapado temporalmente al ratón. Lars trae una manguera pero el cabello de Hilde es apagado por Thorpe, y desesperado, Ernie toma la manguera e intenta matar al ratón inundando las paredes pretendiendo ahogarlo. Las paredes se rompen por la presión del agua cayendo encima de todos los invitados y después la casa se desploma, dejando a los hermanos Smuntz completamente en la ruina, los invitados abandonando el lugar incluso April iniciando una nueva relación con uno de ellos. Caminando entre las ruinas de la casa, ambos se consuelan cuando cae la cuerda de la suerte a manos de Lars pero ahora siendo dos cuerdas para ambos hermanos, ambos se marchan un poco tristes pero con la esperanza de haber matado al ratón.
Deshechos, se dirigen a la fábrica sin saber que el ratón (el cual sobrevivió) los estaba siguiendo en su propio auto. El ratón disimuladamente activa la maquinaria de la fábrica, que despierta a los hermanos y ven que el ratón ha formado una bola de cuerdas de queso. Días después Lars muestra a su nueva novia Hilde la nueva fábrica de cuerdas de queso, mientras que Ernie, siendo jefe de personal y chef, se asocia con el ratón, quien prueba los quesos salidos de la máquina, siendo así la fortuna de los hermanos Smuntz.
El filme finaliza cuando al lado del retrato del fallecido Rudolf Smuntz, está el pedazo de cuerda de la suerte con la frase que lo caracterizó; "Un mundo sin cuerda es el caos".

## Reparto
- Nathan Lane como Ernie Smuntz.
- Lee Evans como Lars Smuntz.
- Vicki Lewis como April Smuntz.
- William Hickey como Rudolf Smuntz.
- Maury Chaykin como Alexander Falko.
- Christopher Walken como Caesar, el exterminador.
- Michael Jeter como Quincy Thorpe.
- Debra Christofferson como Ingrid.
- Ian Abercrombie como el subastador.
- Eric Christmas como el abogado de los Smuntz.
- Ernie Sabella como Maury, el dependiente de la perrera.
- Cliff Emmich como el Alcalde McKringle.